# 1934 dans les chemins de fer
Chronologie des chemins de fer
1933 dans les chemins de fer - 1934 - 1935 dans les chemins de fer

## Évènements

### Avril
- 1er avril, France : suppression des services voyageurs sur la Petite Ceinture de Paris.
- 25 avril, France : fusion officielle des exploitations de la Compagnie des Chemins de fer du Midi et de la Compagnie du chemin de fer de Paris à Orléans.

### Novembre
- 1er novembre, France : fermeture du Tramway d'Eu-Le Tréport-Mers.